# Црна Гора на Пјесми Евровизије 2019.
Црна Гора је на Пјесми Евровизије 2019. учествовала са песмом Heaven коју су написали Дејан Божовић и Адис Еминић. Песму је извела група Д-мол. Радио и телевизија Црне Горе (РТЦГ) организовала је национално финале Монтевизија 2019. ради избора песме за такмичење у Тел Авиву, Израел. Пет песама се такмичило у националном финалу 9. фебруара 2019. где је победник изабран у два круга гласања. У првом кругу, две најбоље песме су се комбиновањем гласова међународног жирија, црногорског жирија, жирија радија и јавног телевизијског гласања пласирале у суперфинале. У суперфиналу, Heaven у извођењу Д-мол-а изабран је за победника јавним телегласањем, са освојених 62% гласова.
Жребом је одлучено да се Црна Гора такмичи у првом полуфиналу Пјесме Евровизије које је одржано 14. маја 2019. Наступајући током емисије на позицији 2, Heaven није изабрана међу 10 најбољих учесника првог полуфинала и стога се није квалификовала да се такмичи у финалу. Касније је откривено да је Црна Гора заузела шеснаесто мјесто од 17 земаља учесница у полуфиналу са 46 бодова.

## Историјат
Пре такмичења 2019, Црна Гора је учествовала на Пјесми Евровизије као независна држава десет пута од свог првог самосталног учешћа 2007. Држава се повукла из такмичења између 2010. и 2011. наводећи финансијске потешкоће као разлог свог одсуства. Најбољи пласман нације на такмичењу био је 13. место 2015. године са песмом Адио у извођењу Кнеза. Црна Гора се 2018. године није квалификовала у финале са песмом Иње Вање Радовановића.
Црногорски национални емитер Радио и телевизија Црне Горе (РТЦГ) емитује догађај у Црној Гори и организује процес селекције за улазак нације. РТЦГ је потврдила да ће Црна Гора учествовати на Песми Евровизије 2019. дана 26. септембра 2018. Црна Гора је у прошлости користила различите методе за одабир црногорске песме, као што су интерне селекције и телевизијска национална финала за одабир извођача, пјесме или обоје за такмичење на Евровизији. За 2019. годину, емитер се вратио организовању националног финала за одабир црногорске пјесме; РТЦГ је одлучила да интерно одабере и извођача и пјесму који ће представљати Црну Гору у периоду од 2009. до 2017.

## Пре Евровизије

### Монтевизија 2019.
Монтевизија 2019. је била национално финале које је организовала РТЦГ у циљу одабира црногорске пјесме за Пјесму Евровизије 2019. Пет композиција се такмичило у финалу 9. фебруара 2019. године, које је одржано у студијима РТЦГ у Подгорици, а водили су га Ајда Шуфта и Иван Максимовић. Емисија је емитована на ТВЦГ 1, ТВЦГ САТ и ТВЦГ ХД, као и онлајн путем сајта емитера rtcg.me.

#### Учесници
РТЦГ је 28. октобра 2018. године отворила конкурс за пјесме на који су уметници и пјесмописци могли да пријаве своје композиције до 28. новембра 2018. године. Пјесмописцима било које националности било је дозвољено да пошаљу радове, али су извођачи морали да буду држављани Црне Горе и сваки пјесмописац је могао да поднесе највише две пријаве. РТЦГ је до краја конкурса примила 27 пријава. Селекциони жири који су чинили музички уредник Радија Црне Горе Владимир Мараш, наставница музичког и професор соло певања Александра Војводић Јововић, музичка уредница ТВЦГ Бранка Бановић и композитори Слободан Бучевац и Михаило Радоњић оценили су приспеле радове по више критеријума: до 50 бодова за композицију, до 30 бодова за текст и до 20 бодова за продукцијски потенцијал композиције. Пет најбољих пријава изабрано је за национално финале и објављено 18. децембра 2018.
| Извођач(и)               | Пјесма          | Музика и текст                                                              |
| ------------------------ | --------------- | --------------------------------------------------------------------------- |
| Андреа Демировић         | Ја сам ти сан   | Андреа Демировић Мајкл Џејмс Даун Примож Поглајен Адам Федерстон Вил Тејлор |
| Д-мол                    | Heaven          | Дејан Божовић Адис Еминић                                                   |
| Ивана Поповић-Мартиновић | Невиност        | Славко Миловановић Ивана Поповић-Мартиновић                                 |
| Моника Кнезовић          | Непогрешиво     | Владимир Граић Снежана Вукомановић                                          |
| Нина Петковић            | Узми или остави | Бојан Момчиловић Нина Петковић Зоран Радоњић                                |

#### Финале
Финале је одржано 17. фебруара 2018. Изведено је пет песама, а победник је изабран у два круга гласања. У првом кругу, комбинација гласова међународног жирија (25%), црногорског стручног жирија (25%), радио жирија (25%) и јавног телевизијског гласања (25%) одабрала је две најбоље пријаве за наставак други круг, суперфинале. У суперфиналу је „Heaven" у изведби Д мол- а изабрана за побједника у потпуности јавним телегласањем. Међународни жири чинили су Руслана (победник Пјесме Евровизије 2004. за Украјину), Елдар Гасимов (победник Пјесме Евровизије 2011. за Азербејџан), Леа Сирк (представљала Словенију на Пјесми Евровизије 2018), Андрас Калај-Саундерс (представљао Мађарску на Пјесми Евровизије 2014), Ира Лоско (представљала Малту на Пјесми Евровизије 2002. и 2016) и Јован Радомир (шведски телевизијски водитељ), док су црногорски жири чинили Вјера Николић (професорка Музичке школе „Васа Павић“), Верица Чуљковић (виолинисткиња), Саша Барјактаровић (диригент), Игор Перовић (композитор) и Марко Пешић (као члан групе Highway представљао Црну Гору на Пјесми Евровизије 2016). Поред извођења такмичарских песама, у програму је гостовао и босански учесник Евровизије 2006. Хари Мата Хари.
| # | Извођач(и)               | Пјесма          | Жири        | Жири       | Жири  | Телегласање | Укупно | Пласман |
| # | Извођач(и)               | Пјесма          | Међународни | Експертски | Радио | Телегласање | Укупно | Пласман |
| - | ------------------------ | --------------- | ----------- | ---------- | ----- | ----------- | ------ | ------- |
| 1 | Д-мол                    | Heaven          | 5           | 2          | 5     | 5           | 17     | 1.      |
| 2 | Андреа Демировић         | Ја сам ти сан   | 1           | 3          | 3     | 0           | 7      | 3.      |
| 3 | Моника Кнезовић          | Непогријешиво   | 2           | 1          | 0     | 1           | 4      | 5.      |
| 4 | Ивана Поповић-Мартиновић | Невиност        | 3           | 5          | 1     | 3           | 12     | 2.      |
| 5 | Нина Петковић            | Узми или остави | 0           | 0          | 2     | 2           | 4      | 4.      |

| # | Пјесма          | · Руслана | · Е. Гасимов | · Л. Сирк | · А. Калај-Саундерс | · И. Лоско | · Ј. Радомир | Укупно | Поени |
| - | --------------- | --------- | ------------ | --------- | ------------------- | ---------- | ------------ | ------ | ----- |
| 1 | Heaven          | 2         | 1            | 3         | 2                   | 1          | 2            | 11     | 5     |
| 2 | Ја сам ти сан   | 4         | 5            | 5         | 1                   | 4          | 3            | 22     | 1     |
| 3 | Непогријешиво   | 1         | 3            | 4         | 4                   | 3          | 4            | 19     | 2     |
| 4 | Невиност        | 3         | 4            | 1         | 3                   | 2          | 1            | 14     | 3     |
| 5 | Узми или остави | 5         | 2            | 2         | 5                   | 5          | 5            | 24     | 0     |

| # | Пјесма          | Андријевица | Цетиње | Бар | Улцињ | Будва | Тиват | Котор | Херцег Нови | Р98 | ЦГ1 | Никшић | Даниловград | Бијело Поље | Глас Плава | Рожаје | Беране | Петњица | Укупно | Поени |
| - | --------------- | ----------- | ------ | --- | ----- | ----- | ----- | ----- | ----------- | --- | --- | ------ | ----------- | ----------- | ---------- | ------ | ------ | ------- | ------ | ----- |
| 1 | Heaven          | 1           | 1      | 5   | 3     | 5     | 3     | 1     | 1           | 4   | 4   | 1      | 5           | 2           | 2          | 2      | 1      | 1       | 42     | 5     |
| 2 | Ја сам ти сан   | 4           | 2      | 1   | 2     | 2     | 2     | 2     | 5           | 2   | 2   | 5      | 2           | 1           | 1          | 4      | 2      | 3       | 42     | 3     |
| 3 | Непогријешиво   | 2           | 3      | 3   | 5     | 3     | 4     | 5     | 4           | 1   | 3   | 4      | 4           | 5           | 5          | 3      | 4      | 5       | 63     | 0     |
| 4 | Невиност        | 5           | 5      | 4   | 1     | 4     | 5     | 3     | 2           | 3   | 1   | 3      | 1           | 3           | 3          | 5      | 5      | 2       | 55     | 1     |
| 5 | Узми или остави | 3           | 4      | 2   | 4     | 1     | 1     | 4     | 3           | 5   | 5   | 2      | 3           | 4           | 4          | 1      | 3      | 4       | 53     | 2     |

| # | Извођач(и)               | Пјесма   | Телегласање | Пласман |
| - | ------------------------ | -------- | ----------- | ------- |
| 1 | Д-мол                    | Heaven   | 62%         | 1.      |
| 2 | Ивана Поповић-Мартиновић | Невиност | 38%         | 2.      |

### Промоција
Д-мол је неколико пута наступио широм Европе како би посебно промовисао Heaven као црногорску песму за Евровизију. Дана 6. априла, Д-мол је наступио током „Евровизије у концерту” који је одржан у AFAS Live хали у Амстердаму, у Низоземској, а домаћини су били Едсилија Ромбли и Марлejн. Чланови Д-мола су се касније поделили у две групе од по троје како би учествовали у додатним промотивним активностима; Мирела Љумић, Жељко Вукчевић и Ризо Фератовић наступили су током „PrePartyES 2019” догађаја, који је одржан 21. априла у Sala La Riviera у Мадриду, у Шпанији, а домаћини су били Тони Агилар и Јулија Варела. Тамара Вујачић, Ивана Обрадовић и Емел Франца су наступили током „Московске журке Евровизије 2019”, која је одржана 24. априла у Градској кући Вегас у Москви, у Русији, а домаћини су били Алексеј Лебедев и Андрес Сафари.

## На Евровизији
Према правилима Евровизије, све државе, осим земље домаћина и „велике петорке“ (Француска, Немачка, Италија, Шпанија и Уједињено Краљевство) морају да се квалификују из једног од два полуфинала како би се такмичиле у финалу; десет најбоље пласираних из сваког полуфинала се квалификује у финале. Европска радиодифузна унија (ЕБУ) поделила је државе учеснице у шест различитих шешира на основу образаца гласања са претходних такмичења, при чему су земље са повољном историјом гласања стављене у исти шешир. Дана 28. јануара 2019. одржан је жреб који је сваку државу распоредио у једно од два полуфинала. Црна Гора је наступила у првом полуфиналу, које се одржало 14. маја 2019. године, и то у прву половину вечери.
Након што су објављене све конкурентске песме за такмичење 2019, о редоследу наступа у полуфиналима су одлучивали продуценти. Црна Гора је била предвиђена да наступи на позицији број 2, након песме са Кипра, а прије Финске.
Два полуфинала и финале у Црној Гори су преносили ТВЦГ 1, ТВЦГ 2 и ТВЦГ САТ уз коментаре Дражена Бауковића и Тијане Мишковић. Ајда Шуфта је испред Црне Горе објавила 12 поена црногорског жирија у финалу.

### Полуфинале
Д мол је учествовао на техничким пробама 4. и 9. маја, након чега су услиједиле генералне пробе 13. и 14. маја. Ово је укључивало наступ за жири 13. маја где су професионални жирији сваке земље гледали и оцењивали такмичаре.
Редитељ музичког наступа црногорског приједставника био је Горчин Стојановић, а кореограф Сташа Станковић.
На крају прве полуфиналне вечери, Црна Гора се није нашла међу првих 10 у првом полуфиналу и стога није успела да се квалификује у финале. Касније је откривено да се Црна Гора у полуфиналу пласирала на 16. место од 17 држава.

### Гласање
Гласање током Евровизије укључивало је сваку земљу која је додељивала два сета поена од 1—8, 10 и 12: један од свог професионалног жирија, а други из телегласања. Жири сваке државе се састојао од пет професионалаца из музичке индустрије који су држављани земље коју представљају, а њихова имена су објављена прије такмичења како би се осигурала транспарентност. Овај жири је оцењивао сваку пријаву на основу: вокалног капацитета; сценског наступа; композиције и оригиналности пјесме; и укупно утиска наступа. Поред тога, ниједном члану националног жирија није било дозвољено да буде на било који начин повезан са било којим од учесника тако да не може гласати непристрасно и независно. Појединачне ранг-листе сваког члана жирија, као и резултати телегласања сваке државе су објављени убрзо након финала.
Испод је преглед бодова које је Црна Гора додијелила и које су додијељене Црној гори и у првом полуфиналу и финалу такмичења, као и пријеглед гласања жирија и телегласања спроведеног током двије вечери.
| Поени    | Телегласање | Жири       |
| -------- | ----------- | ---------- |
| 12 поена |             | Србија     |
| 10 поена |             | Сан Марино |
| 8 поена  | Србија      |            |
| 7 поена  | Словенија   |            |
| 6 поена  |             |            |
| 5 поена  |             | Грчка      |
| 4 поена  |             | Кипар      |
| 3 поена  |             |            |
| 2 поена  |             |            |
| 1 поен   |             |            |

#### Поени које је додијелила Црна Гора
| Поени    | Телегласање | Жири       |
| -------- | ----------- | ---------- |
| 12 поена | Србија      | Грчка      |
| 10 поена | Сан Марино  | Сан Марино |
| 8 поена  | Словенија   | Кипар      |
| 7 поена  | Аустралија  | Србија     |
| 6 поена  | Исланд      | Мађарска   |
| 5 поена  | Белорусија  | Аустралија |
| 4 поена  | Кипар       | Исланд     |
| 3 поена  | Чешка       | Чешка      |
| 2 поена  | Естонија    | Грузија    |
| 1 поен   | Грчка       | Словенија  |

| Поени    | Телегласање        | Жири               |
| -------- | ------------------ | ------------------ |
| 12 поена | Србија             | Србија             |
| 10 поена | Русија             | Русија             |
| 8 поена  | Сан Марино         | Албанија           |
| 7 поена  | Албанија           | Северна Македонија |
| 6 поена  | Северна Македонија | Малта              |
| 5 поена  | Италија            | Кипар              |
| 4 поена  | Словенија          | Аустралија         |
| 3 поена  | Азербејџан         | Данска             |
| 2 поена  | Исланд             | Италија            |
| 1 поен   | Холандија          | Чешка              |

#### Детаљни резултати гласања
Црногорски жири чинили су следећи чланови:
- Вјера Николић (предсједавајућа жирија) – професорка музике
- Верица Чуљковић – виолинисткиња
- Марко Пешић – музичар, представљао је Црну Гору на такмичењу 2016. године као члан групе Highway
- Саша Барјактаровић – професор музике
- Игор Перовић – музичар, новинар

| #  | Држава      | Жири        | Жири     | Жири             | Жири       | Жири       | Жири | Жири  | Поени | Поени |
| #  | Држава      | В. Чуљковић | М. Пешић | С. Барјактаровић | В. Николић | И. Перовић | Ранг | Поени | Ранг  | Поени |
| -- | ----------- | ----------- | -------- | ---------------- | ---------- | ---------- | ---- | ----- | ----- | ----- |
| 01 | Кипар       | 2           | 4        | 2                | 3          | 6          | 3    | 8     | 7     | 4     |
| 02 | Црна Гора   |             |          |                  |            |            |      |       |       |       |
| 03 | Финска      | 12          | 13       | 10               | 16         | 11         | 12   |       | 15    |       |
| 04 | Пољска      | 9           | 12       | 13               | 15         | 14         | 15   |       | 13    |       |
| 05 | Словенија   | 14          | 16       | 12               | 11         | 9          | 10   | 1     | 3     | 8     |
| 06 | Чешка       | 4           | 5        | 7                | 9          | 10         | 8    | 3     | 8     | 3     |
| 07 | Мађарска    | 6           | 11       | 4                | 4          | 7          | 5    | 6     | 14    |       |
| 08 | Белорусија  | 16          | 10       | 14               | 10         | 13         | 14   |       | 6     | 5     |
| 09 | Србија      | 3           | 8        | 5                | 2          | 1          | 4    | 7     | 1     | 12    |
| 10 | Белгија     | 8           | 14       | 16               | 14         | 12         | 11   |       | 11    |       |
| 11 | Грузија     | 10          | 7        | 8                | 8          | 5          | 9    | 2     | 16    |       |
| 12 | Аустралија  | 7           | 3        | 9                | 5          | 8          | 6    | 5     | 4     | 7     |
| 13 | Исланд      | 11          | 6        | 6                | 7          | 4          | 7    | 4     | 5     | 6     |
| 14 | Естонија    | 13          | 15       | 15               | 12         | 16         | 16   |       | 9     | 2     |
| 15 | Португалија | 15          | 9        | 11               | 13         | 15         | 13   |       | 12    |       |
| 16 | Грчка       | 1           | 2        | 1                | 6          | 2          | 1    | 12    | 10    | 1     |
| 17 | Сан Марино  | 5           | 1        | 3                | 1          | 3          | 2    | 10    | 2     | 10    |

| #  | Држава               | Жири        | Жири     | Жири             | Жири       | Жири       | Жири | Жири  | Телегласање | Телегласање |
| #  | Држава               | В. Чуљковић | М. Пешић | С. Барјактаровић | В. Николић | И. Перовић | Ранг | Поени | Ранг        | Поени       |
| -- | -------------------- | ----------- | -------- | ---------------- | ---------- | ---------- | ---- | ----- | ----------- | ----------- |
| 01 | Малта                | 12          | 6        | 4                | 4          | 5          | 5    | 6     | 19          |             |
| 02 | Албанија             | 16          | 3        | 2                | 3          | 2          | 3    | 8     | 4           | 7           |
| 03 | Чешка                | 10          | 15       | 8                | 16         | 8          | 10   | 1     | 18          |             |
| 04 | Немачка              | 11          | 25       | 24               | 25         | 23         | 23   |       | 26          |             |
| 05 | Русија               | 15          | 1        | 1                | 1          | 3          | 2    | 10    | 2           | 10          |
| 06 | Данска               | 4           | 17       | 20               | 9          | 13         | 8    | 3     | 17          |             |
| 07 | Сан Марино           | 26          | 26       | 26               | 6          | 26         | 19   |       | 3           | 8           |
| 08 | Северна Македонија   | 2           | 5        | 5                | 5          | 6          | 4    | 7     | 5           | 6           |
| 09 | Шведска              | 8           | 12       | 13               | 15         | 22         | 17   |       | 20          |             |
| 10 | Словенија            | 19          | 10       | 19               | 14         | 7          | 15   |       | 7           | 4           |
| 11 | Кипар                | 24          | 4        | 6                | 18         | 4          | 6    | 5     | 14          |             |
| 12 | Холандија            | 20          | 13       | 12               | 7          | 9          | 12   |       | 10          | 1           |
| 13 | Грчка                | 25          | 7        | 25               | 26         | 25         | 20   |       | 23          |             |
| 14 | Израел               | 17          | 19       | 23               | 24         | 21         | 25   |       | 25          |             |
| 15 | Норвешка             | 5           | 22       | 17               | 22         | 12         | 14   |       | 13          |             |
| 16 | Уједињено Краљевство | 21          | 18       | 21               | 21         | 20         | 24   |       | 24          |             |
| 17 | Исланд               | 6           | 24       | 10               | 19         | 14         | 13   |       | 9           | 2           |
| 18 | Естонија             | 23          | 23       | 9                | 11         | 15         | 18   |       | 21          |             |
| 19 | Белорусија           | 13          | 16       | 14               | 20         | 24         | 22   |       | 16          |             |
| 20 | Азербејџан           | 14          | 11       | 7                | 10         | 16         | 11   |       | 8           | 3           |
| 21 | Француска            | 18          | 21       | 22               | 23         | 19         | 26   |       | 22          |             |
| 22 | Италија              | 7           | 9        | 15               | 8          | 17         | 9    | 2     | 6           | 5           |
| 23 | Србија               | 1           | 2        | 3                | 2          | 1          | 1    | 12    | 1           | 12          |
| 24 | Швајцарска           | 9           | 14       | 11               | 12         | 18         | 16   |       | 11          |             |
| 25 | Аустралија           | 3           | 8        | 18               | 13         | 10         | 7    | 4     | 15          |             |
| 26 | Шпанија              | 22          | 20       | 16               | 17         | 11         | 21   |       | 12          |             |